# Mush (groupe français)
Mush est un groupe de rock français originaire de Bordeaux actif de 1990 à 1999.

## Biographie
Le groupe se forme en 1990 autour d'anciens membres des groupes Wet Furs et Camera Silens. Il effectue en 1992 de nombreuses premières parties dans la salle Le Jimmy à Bordeaux pour notamment Big Chief, Headcleaner, Therapy?, Chemical People. À la suite de ce petit début de notoriété locale, le groupe étend son périmètre d'action et se produit aux transmusicales de Rennes, en première partie de Noir Désir au Bol d'or et tourne avec les Burning Heads.
En 1993 Mush enregistre au studio la Grosse Rose à Bordeaux un mini album pour le label Uncontrolled Records basé à Périgueux. Faute de moyens financiers, le label est dans l'incapacité de sortir le disque qui doit attendre l'intérêt du jeune label Vicious Circle pour voir le jour.  Le E.P Big gang band sort en 1994, il s'agit de la deuxième référence du label bordelais, il est distribué au faible prix de 40 Francs à 1500 exemplaires. Dans la foulée, ils signent chez PIAS chez qui sort l'album ex-colibris en 1994.
L'album monde ouvert sort en 1996. Il a la particularité de voir l'intégralité de ses textes écris en français.
Après plus de 150 concerts et neuf années d'existence, le groupe cesse ses activités en 1999,. 
Le groupe se reforme ponctuellement en 2007 et 2015 pour donner des concerts. 

## Composition
- Bruno Coq (chant/guitare)
- Eric Ferrer (basse)
- Stéphane Dory (guitare)
- Bruno Cornet (batterie)

## Discographie

### Albums studio
- 1994 : Big Gang Bang (mini-album)
- 1994 : Ex-colibris
- 1996 : Monde ouvert
- 2015 : Big Gang Bang (réédition avec 5 titres bonus)